# Zhejiang Geely Holding Group
Zhejiang Geely Holding Group, «Чжэцзян Цзили Холдинг Груп» — многопрофильная группа, созданная в 1986 году. Штаб-квартира расположена в городе Ханчжоу в провинции Чжэцзян. В списке крупнейших компаний мира Fortune Global 500 за 2022 год заняла 229-е место. Владельцем группы является китайский миллиардер Ли Шуфу (Li Shufu).

## История
Компания была основана в ноябре 1986 года Ли Шуфу в городе Тайчжоу провинции Чжэцзян; первоначально производила комплектующие к холодильному оборудованию. В 1994 году начала производство мотоциклов. В 1996 году была создана Geely Group, объединившая различные предприятия Ли Шуфу. В 1997 году была основана дочерняя компания по производству автомобилей Geely Automobile Holdings; уже в следующем году был выпущен первый автомобиль на заводе в городе Линьхай провинции Чжэцзян. В 2003 году название группы было изменено на Zhejiang Geely Holding Group. В 2005 году акции Geely Automobile были размещены на Гонконгской фондовой бирже. В 2006 году была куплена 20-процентная доля в британской компании Manganese Bronze Holdings (производителе лондонских такси) и создано с ней совместное предприятие по производству автомобилей в Китае. В 2010 году был куплен шведский автопроизводитель Volvo Cars, ранее принадлежавший Ford. В 2012 году Zhejiang Geely Holding Group впервые вошла в список 500 крупнейших компаний мира Fortune Global 500. В 2013 году Manganese Bronze была поглощена полностью. В 2017 году было расширено присутствие на рынке Малайзии покупкой 49,9 % акций местной компании Proton, а также куплен контрольный пакет акций компании Lotus Cars. Также в этом году была куплена компания Terrafugia, базирующаяся в США и занимающаяся инновационными разработками, в частности летающими автомобилями. В декабре 2017 года был куплен пакет акций (8,2 %) производителя грузовых автомобилей Volvo AB. В 2018 году был куплен контрольный пакет акций датского инвестиционного банка Saxo Bank.

## Структура группы
Основные составляющие группы:
- Geely Auto Group — основана в 1997 году, зарегистрирована на Каймановых островах, официальная штаб-квартира в Гонконге, фактический операционный центр в Ханчжоу. Занимается производством легковых автомобилей на 22 заводах в КНР и 3 сборочных заводах в других странах. В эту группу также входят суббренды Geely Galaxy, Geely Geometry, китайская компания Livan, малайзийская компания Proton и созданное в 2016 году совместное предприятие с Volvo Cars, названное Lynk & Co.
- Lotus Group — британская компания, основанная в 1952 году, производитель спортивных автомобилей; завод и конструкторское бюро находятся в Великобритании.
- Zeekr Intelligent Technology — основана в 2021 году, выпускает электромобили[6].
- Volvo Car Group — шведский производитель легковых автомобилей, базируется в Гётеборге, до 1999 года являлся подразделением компании Volvo. Имеет 10 заводов в различных странах. Контролирует 49,5 % акций другого шведского автопроизводителя, Polestar.
- Lynk & Co — китайско-шведский автомобильный бренд, основанный на технологиях, разработанных совместно Volvo Cars и Geely Auto. 50 % принадлежит Geely Auto, 30 % — Volvo Cars и 20 % — Zhejiang Geely Holding Group.
- Geely New Energy Commercial Vehicle Group — производство грузовых электромобилей под брендами Farizon Auto, Green Intelligent Link, Oneworld Technology.
- London Electric Vehicle Company — британская компания по производству электро-такси, фургонов и минивэнов.
- Smart Automobile — совместное предприятие с Mercedes-Benz Group по производству автомобилей марки Smart.
- Geely Technology Group — группа компаний и лабораторий по разработке и внедрению инновационных технологий.
- Qianjiang Motorcycle — китайский производитель мотоциклов и скутеров под брендами QJMotor, QJiang, Benelli, Keeway и Generic.
- Mitime Group — инвестиционная группа, основанная в 2004 году с интересами в образовании, спорте и туризме. Группа создала несколько частных учебных заведений (Beijing Geely College, Sanya University, Sanya Polytechnic College и Hunan Geely Automotive Vocational College), является организатором ряда спортивных соревнований (мотоспорт, гольф, регата), владелец трёх гоночных треков (в городах Чжучжоу, Нинбо и в штате Юта) и нескольких тематических и природных парков[7].
- Geely Talent Development Group — управляет школами в ряде городов Китая.
- Meizu — китайский производитель электроники, приобретенный в 2022 году.